# Vajgarský jez
Vajgarský jez se nachází na jindřichohradeckém rybníku Vajgar na Hamerském potoce v Jihočeském kraji. Od roku 1958 patří mezi technické památky, zapsán byl v roce 1963. Pochází ze 13. století, dnešní podobu získal v 17. a 19. století při rozsáhlých přestavbách. Slouží k regulaci hladiny rybníka. Jeho součástí je zájezek a jalový splav. Nad jezem se nachází most.